# Иваново (Архангельская область)
Ива́ново — деревня в Плесецком районе Архангельской области.

## География
Находится в западной части Архангельской области на расстоянии приблизительно 66 км на юго-запад по прямой от административного центра района поселка Плесецк на левом берегу реки Онега напротив посёлка Коковка. Вместе с деревнями Гаврилово и Глуходворская, расположенными ниже по течению реки, входит в куст деревень, называемый Волосово.

## История
Первое упоминание о деревне относится к 1622 году, тогда она была известна как Филипповская (Калина), современное название появляется с начала XVIII века. В 1873 году здесь (деревня Пудожского уезда Олонецкой губернии был учтен 21 двор, в 1905 — 29, в 1925  —  31. До 2021 года входила в Конёвское сельское поселение до его упразднения.

## Население
Численность населения: 50 человек (1712 год), 96 (1790), 136 (1873 год), 117 (1905), 143 (1925), 9 (русские 100 %) в 2002 году, 6 в 2010.

## Достопримечательности
В деревне сохранилась часовня Михаила Архангела и святого Макария Желтоводского и Унженского, построенная в конце XVIII - начале XIX вв.